# Dykarbetsbåt
Dykarbetsbåt är avsedd för ingenjörstrupper vid byggnation av flytande broar, färjor och vid olika typer av dykarbeten. Båten bärs upp av ett aluminiumskrov med gummituber.

## Huvuddata
- Längd 7 m
- Bredd 2,5 m
- Fart 25 knop
- Motor dieselmotor på 164 hk
- Framdrivning Vattenjet
- Totalvikt 1200 kg
- Skrov aluminium